# Günther Lüders
Günther Lüders (5 de marzo de 1905 - 1 de marzo de 1975) fue un actor y director de nacionalidad alemana.

## Biografía

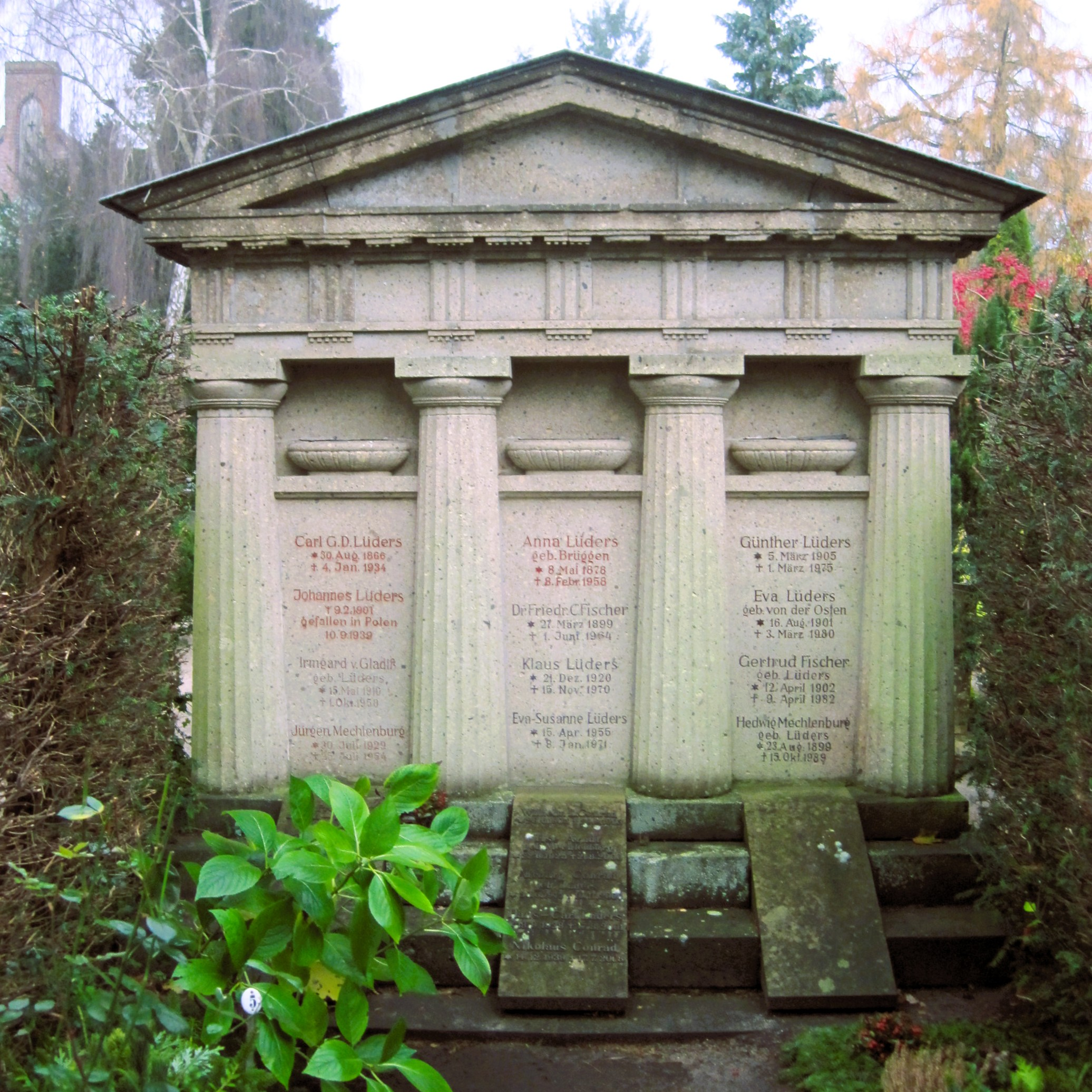
Tumba de la familia Lüders en el Cementerio Burgtorfriedhof en Lübeck

Su nombre completo era Günther Karl Georg Lüders, y nació en Lübeck, Alemania, siendo sus padres el naviero y empresario Carl Lüders y su esposa, Anna Dorothea Brüggen. Finalizada su formación en los Realgymnasium, entre 1921 y 1923 cumplió estudios de comercio.
Tras superar clases de actuación con Karl Heidmann, en 1923 formó parte del teatro itinerante Städtebund. En los años 1920 pudo actuar en Lübeck, Dessau y Fráncfort del Meno, trabajando a partir de 1934 en escenarios de Berlín. Ese mismo año obtuvo su primer papel cinematográfico, en el film de espionaje Die Insel. Debido a su actitud crítica hacia los Nazis, en 1935 permaneció encarcelado tres semanas en el campo de concentración de Esterwegen. Sin embargo, en los años siguientes y hasta 1945 pudo seguir trabajando en el cine.
Finalizada la Segunda Guerra Mundial, encontró trabajo en teatros de Flensburgo, Lübeck y Hamburgo. Desde 1947 a 1954 actuó bajo la dirección de Gustaf Gründgens en el Schauspielhaus Düsseldorf. Lüders fue uno de los mimos teatrales más solicitados de su época. En el teatro, más que en el cine, fue donde Lüders pudo mostrar su faceta más seria como actor, participando en obras como Hamlet, Harvey o Der Hauptmann von Köpenick. Lüders consiguió también en esos años pequeños papeles cinematográficos en los que a menudo mostraba su lado cómico. Quizás sus películas de mayor fama fueron Drei Männer im Schnee y Das sündige Dorf (1954). Lüders también fue director cinematográfico, realizando Wenn wir alle Engel wären (1956) y Ihr 106. Geburtstag (1958).
Lüders fue también conocido por su lecturas de poemas de Joachim Ringelnatz, Christian Morgenstern o Wilhelm Busch, que solía recitar en exitosas veladas. Algunos de los recitales fueron seleccionados para su grabación discográfica. Así Mismo, fue actor en la adaptación al cine de dos obras de Thomas Mann, Buddenbrooks y Tonio Kröger.
Entre 1960 y 1963 fue director en funciones del Staatstheater Stuttgart, teatro en el cual trabajó a partir de 1962 como escenógrafo y actor Además, a menudo hizo actuaciones especiales en otros teatros, entre ellos el Volkstheater de Viena en 1964, donde interpretó König Nicolo, de Frank Wedekind, bajo dirección de Gustav Manker.
Igualmente, Lüders trabajó en la radio. Por ejemplo, en los años 1960 leyó textos para el programa satírico de Hans Rosenthal Die Rückblende, emitido en la Rundfunk im amerikanischen Sektor . En reconocimiento a su trabajo como recitador, en el año 1974 fue galardonado con el Deutscher Kleinkunstpreis.
Günther Lúders falleció en Düsseldorf, Alemania, en 1975, a causa de un cáncer de hígado. Fue enterrado en el Cementerio Burgtorfriedhof de Lübeck.

## Filmografía
- 1934 : Die Insel
- 1934 : Fürst Woronzeff
- 1934 : Herz ist Trumpf
- 1935 : Lärm um Weidemann
- 1936 : Spiel an Bord
- 1937 : Der Etappenhase
- 1937 : Die Kreutzersonate
- 1937 : Meine Frau, die Perle
- 1937 : Alarm in Peking
- 1937 : Autobus S.
- 1938 : Das Ehesanatorium
- 1938 : Musketier Meier III.
- 1938 : Schwarzfahrt ins Glück
- 1938 : Nanu, Sie kennen Korff noch nicht?
- 1939 : Männer müssen so sein
- 1939 : Schneider Wibbel
- 1939 : In letzter Minute
- 1939 : Hochzeitsreise zu dritt
- 1939 : Mein Mann darf es nicht wissen
- 1940 : Casanova heiratet
- 1940 : Alles Schwindel
- 1940 : Wunschkonzert
- 1941 : Immer nur Du
- 1941 : Am Abend auf der Heide
- 1941 : Ehe man Ehemann wird
- 1941 : Frau Luna
- 1942 : Hab mich lieb!
- 1942 : Weiße Wäsche
- 1942 : Geheimakte W.B. 1
- 1943 : Floh im Ohr
- 1943 : Leichtes Blut
- 1943 : Ein schöner Tag
- 1943 : Neigungsehe
- 1944 : Große Freiheit Nr. 7
- 1945 : Das Mädchen Juanita
- 1951 : Kommen Sie am Ersten
- 1952 : Vater braucht eine Frau
- 1952 : Der Tag vor der Hochzeit
- 1953 : Ein Herz spielt falsch
- 1953 : Muß man sich gleich scheiden lassen?
- 1953 : Königliche Hoheit
- 1953 : Musik bei Nacht
- 1953 : Keine Angst vor großen Tieren
- 1954 : Heideschulmeister Uwe Karsten
- 1954 : … und ewig bleibt die Liebe
- 1954 : Das sündige Dorf
- 1955 : Drei Männer im Schnee
- 1955 : Vatertag
- 1955 : Der falsche Adam
- 1955 : Krach um Jolanthe / Das fröhliche Dorf
- 1955 : Rosen im Herbst
- 1955 : Der Frontgockel
- 1956 : Lumpazivagabundus
- 1956 : Das Sonntagskind
- 1956 : Manöverball
- 1956 : Wenn wir alle Engel wären (director)
- 1956 : Rot ist die Liebe
- 1957 : Robinson soll nicht sterben
- 1957 : Vater, unser bestes Stück (director)
- 1957 : Alle Wege führen heim
- 1957 : Kein Auskommen mit dem Einkommen!
- 1958 : Das Wirtshaus im Spessart
- 1958 : Lilli – ein Mädchen aus der Großstadt
- 1958 : Hoppla, jetzt kommt Eddie
- 1958 : Ihr 106. Geburtstag (director)
- 1958 : Ohne Mutter geht es nicht
- 1958 : Auferstehung
- 1958 : 13 kleine Esel und der Sonnenhof
- 1959 : Liebe auf krummen Beinen
- 1959 : Bobby Dodd greift ein
- 1959 : Buddenbrooks
- 1960 : Kriminaltango
- 1964 : Tonio Kröger
- 1968 : Ich bin ein Elefant, Madame
- 1969 : Herzblatt oder Wie sag ich’s meiner Tochter?
- 1970 : Dem Täter auf der Spur (serie TV), episodio Froschmänner
- 1970 : Die Heirat (TV)
- 1972 : Schule der Frauen (TV)
- 1975 : Sonderdezernat K1 (serie TV), episodio Flucht

## Premios
- 1962 : Nombramiento de actor de estado del Estado de Württember
- 1970 : Placa de honor del Senado de la ciudad hanseática de Lübeck
- 1970 : Premio del Arte del Estado de Schleswig-Holstein
- 1974 : Deutscher Kleinkunstpreis